# 2602 Moore
A 2602 Moore (ideiglenes jelöléssel 1982 BR) a Naprendszer kisbolygóövében található aszteroida. Edward L. G. Bowell fedezte fel 1982. január 24-én.